# Краснова, Зоя Игнатьевна
Зо́я Игна́тьевна Красно́ва (12 мая 1938 — 16 января 2014) — советская рабочая, аппаратчица Салаватского нефтехимического комбината, Герой Социалистического Труда, депутат Верховного Совета РСФСР, кандидат в члены ЦК КПСС. Член КПСС.

## Биография
Родилась в деревне Поповка Бирского района Башкирской АССР. После окончания школы окончила курсы мастера индивидуального пошива. Работала швеёй в деревне Ермолаевка. Шила кители и брюки галифе. Вышла замуж и уехала жить в Салават.
С 1958 по 1960 гг.- швея Салаватской швейной фабрики.
С 1960 по 1972 гг.- ученица машиниста технологических насосов. С 1961 г. — машинист насосов комбината № 18 в цехе № 1 на производстве карбамида.
С 1972 по 1983 гг.- аппаратчик Салаватского Нефтехимического комбината, работала на конвейере, расфасовывала готовую продукцию.
Добилась увеличения межремонтного пробега насосов на 10 процентов и до минимума свела простой агрегатов. За счет четкого ведения технологического режима бригада, в которой трудилась 3. И. Краснова, улучшила качество производства карбамида. При норме содержания вредного вещества в карбамиде 1,4 процента, бригада добилась снижения до 1 процента. Прирост производительности труда за четыре года девятой пятилетки (1971—1975) составил 55,6 процента вместо 47,2 процента, запланированных на конец пятилетки.
План четырёх лет девятой пятилетки выполнен досрочно — к 15 октября 1974 г., сверх плана выдано 98 тысяч тонн карбамида, объём производства вырос на 24,2 процента.
За большие заслуги в досрочном выполнении заданий девятой пятилетки и принятых социалистических обязательств Указом Президиума Верховного Совета СССР от 16 июня 1975 г. ей было присвоено звание Героя Социалистического Труда.
С 1983 по 1988 гг. — слесарь технических установок.
С 1975 по 1980 гг. избрана депутатом Верховного Совета РСФСР IX созыва.
С 1984 по 1988 гг. — депутат Верховного Совета Башкирской АССР одиннадцатого созыва.
С 1976 по 1981 — член Центральной Ревизионной Комиссии КПСС (1976—1981). С 1981 по 1990 г. — кандидат в члены ЦК КПСС.
Проживала на пенсии в городе Салавате. Работала в городском совете ветеранов Салавата, выступала перед молодёжью города с воспоминаниями, помогала пенсионерам в решении их жизненных проблем. Дочь Красновой, Наталья, в настоящее время также работает в ОАО «Газпром нефтехим Салават» инженером-технологом в лабораторно-аналитическом управлении.
Умерла 16 января 2014 года на 76-м году жизни. Похоронена на кладбище № 3 Салавата.

## Награды и звания
Звание Героя Социалистического труда присвоено З. И. Красновой Указом Президиума Верховного Совета СССР от 16 июня 1975 года за досрочное выполнение заданий IX пятилетки и принятых соцобязательств.
Награждена Орденом Трудового Красного Знамени, Орденом Ленина, Золотой медалью «Серп и Молот», Почётными грамотами Верховного Совета БАССР и РСФСР.